# Cantó de Broglie
El cantó de Broglie és un cantó francès del departament de l'Eure, situat al districte de Bernay. Té 20 municipis i el cap es Broglie.

## Municipis
- Broglie
- Capelle-les-Grands
- Chamblac
- La Chapelle-Gauthier
- Ferrières-Saint-Hilaire
- La Goulafrière
- Grand-Camp
- Mélicourt
- Mesnil-Rousset
- Montreuil-l'Argillé
- Notre-Dame-du-Hamel
- Saint-Agnan-de-Cernières
- Saint-Aubin-du-Thenney
- Saint-Denis-d'Augerons
- Saint-Jean-du-Thenney
- Saint-Laurent-du-Tencement
- Saint-Pierre-de-Cernières
- Saint-Quentin-des-Isles
- La Trinité-de-Réville
- Verneusses

## Història
| Data d'elecció                           | Identitat                   | Partit                     | Qualitat |
| ---------------------------------------- | --------------------------- | -------------------------- | -------- |
| 1945-1959                                | Raymond Laillet de Montullé | RI                         |          |
| 1959-1964                                | M. Couteau                  | Divers droite              |          |
| 1964-1970                                | M. Amicel                   | Centrista                  |          |
| 1970-1988                                | Philippe de Montullé        | Divers droite, després UDF |          |
| 1988-1994                                | Denis Tuel                  | Divers droite              |          |
| 1994-2001                                | Didier Cadinot              | Sense etiqueta             |          |
| 2001-                                    | Didier Malcava              | Divers droite              |          |
| les dades anteriors no són pas conegudes |                             |                            |          |
|                                          |                             |                            |          |

## Demografia
| A partir de 1990: Població sense dobles comptes |